# 12208 Jacobenglander
12208 Jacobenglander è un asteroide della fascia principale. Scoperto nel 1981, presenta un'orbita caratterizzata da un semiasse maggiore pari a 2,5124576 au e da un'eccentricità di 0,0779702, inclinata di 3,44229° rispetto all'eclittica.
L'asteroide è dedicato allo statunitense Jacob Aldo Englander.